# Bogatynia (gmina)
Bogatynia est une gmina mixte du powiat de Zgorzelec, Basse-Silésie, dans le sud-ouest de la Pologne, sur la frontière avec l'Allemagne et la République tchèque. Son siège est la ville de Bogatynia, qui se situe environ 27 km au sud de Zgorzelec, et 147 km à l'ouest de la capitale régionale Wrocław.
La gmina couvre une superficie de 136,17 km2 pour une population de 25 209 habitants.

## Géographie
La gmina est bordée par la ville de Zawidów et les gminy de Zgorzelec. Elle est également frontalière de la République tchèque et de l'Allemagne.